# Championnat d'Irlande des clubs de hurling
Le championnat d'Irlande des clubs de hurling en anglais All-Ireland Senior Club Hurling Championship est une compétition annuelle de hurling dispute par les clubs de hurling irlandais et nord-irlandais. La Tommy Moore Cup est le trophée remis au vainqueur.
Le champion actuel (saison 2024-2025) est le club du Comté de Dublin, Na Fianna. C'est le club des Ballyhale Shamrocks qui détient le record de victoires dans la compétition avec 9 titres de champion d’Irlande, obtenus entre 1983 et 2023.

## Organisation
Chacun des 32 comtés d'Irlande organise en son sein un championnat qui regroupe tous les clubs de hurling du comté. Cette organisation dépend totalement du comté, la compétition peut donc prendre des formes différentes.
Les 32 champions disputent ensuite le championnat d’une des quatre provinces d'Irlande. Les quatre champions se qualifient ainsi pour les demi-finales du All-Ireland.
Avant la création des compétitions Intermediate et Junior, une des quatre équipes disputait un quart de finale contre le champion de la GAA de Londres. Maintenant, le champion de Londres dispute le Intermediate Championship, l'équivalent d'un championnat Espoir.
Traditionnellement la finale de la compétition se dispute à Croke Park le jour de la Fête de la Saint-Patrick.

## Calendrier
La compétition se déroule de juin à mars selon le calendrier suivant :
- Juin à novembre : championnat par Comté
- Octobre à décembre : Championnat provincial
- Février : quart et demi-finales du All-Ireland
- 17 mars : Finale

## Liste des champions
- Les champions d'Irlande sont identifiés avec la couleur Or.
- Les champions du Connacht sont tous du Comté de Galway (Galway GAA), sauf mention contraire.
- Les champions de l'Ulster sont tous du Comté d'Antrim (Antrim GAA), sauf mention contraire.

| Année     | Champions du Munster                      | Champions du Leinster                     | Champions du Connacht                     | Champions de l'Ulster                     |
| --------- | ----------------------------------------- | ----------------------------------------- | ----------------------------------------- | ----------------------------------------- |
| 1970-71   | Roscrea GAA (Tipperary)                   | St. Rynagh's GAA (Offaly)                 | Liam Mellows GAA                          | Loughgiel Shamrocks                       |
| 1971-72   | Blackrock GAA (Cork)                      | Rathnure GAA (Wexford)                    | Tommy Larkins                             | Loughgiel Shamrocks                       |
| 1972-73   | Glen Rovers GAA (Cork)                    | St. Rynagh's GAA (Offaly)                 | Castlegar GAA                             | O'Donovan Rossa                           |
| 1973-74   | Blackrock GAA (Cork)                      | Rathnure GAA (Wexford)                    | Castlegar GAA                             | St. John's                                |
| 1974-75   | St. Finbarr's GAA (Cork)                  | Fenians Johnstown GAA (Kilkenny)          | Ardrahan                                  | Ballycran GAA (Down)                      |
| 1975-76   | Blackrock GAA (Cork)                      | James Stephens GAA (Kilkenny)             | Ardrahan                                  | Ballygalget (Down)                        |
| 1976-77   | Glen Rovers GAA (Cork)                    | Camross (Laois)                           | Tremane (Roscommon)                       | Ballycran GAA (Down)                      |
| 1977-78   | St. Finbarr's GAA (Cork)                  | Rathnure GAA (Wexford)                    | Four Roads (Roscommon)                    | O'Donovan Rossa                           |
| 1978-79   | Blackrock GAA (Cork)                      | Ballyhale Shamrocks GAA (Kilkenny)        | Ardrahan                                  | Ballycastle McQuillans                    |
| 1979-80   | Blackrock GAA (Cork)                      | Crumlin GAA (Dublin)                      | Castlegar GAA                             | Ballycastle McQuillans                    |
| 1980-81   | St. Finbarr's GAA (Cork)                  | Ballyhale Shamrocks GAA (Kilkenny)        | Sarsfields                                | Ballycastle McQuillans                    |
| 1981-82   | Mount Sion GAA (Waterford)                | James Stephens GAA (Kilkenny)             | Gort                                      | Ruairí Óg GAC                             |
| 1982-83   | Moycarkey-Borris GAA (Tipperary)          | St. Rynagh's GAA (Offaly)                 | Kiltormer                                 | Loughgiel Shamrocks                       |
| 1983-84   | Midleton GAA (Cork)                       | Ballyhale Shamrocks GAA (Kilkenny)        | Gort                                      | Ballycastle McQuillans                    |
| 1984-85   | Sixmilebridge GAA (Clare)                 | St. Martin's GAA (Kilkenny)               | Castlegar GAA                             | Ballycastle McQuillans                    |
| 1985-86   | Kilruane McDonaghs GAA (Tipperary)        | Buffer's Alley (Wexford)                  | Turloughmore                              | Ruairí Óg, Cushendall                     |
| 1986-87   | Borris-Ileigh GAA (Tipperary)             | Rathnure GAA (Wexford)                    | Killimordaly GAA                          | Ballycastle McQuillans                    |
| 1987-88   | Midleton GAA (Cork)                       | Rathnure GAA (Wexford)                    | Athenry GAA                               | Ruairí Óg GAC                             |
| 1988-89   | Patrickswell (Limerick)                   | Buffer's Alley (Wexford)                  | Four Roads (Roscommon)                    | O'Donovan Rossa                           |
| 1989-90   | Ballybrown (Limerick)                     | Ballyhale Shamrocks GAA (Kilkenny)        | Sarsfields                                | Loughgiel Shamrocks                       |
| 1990-91   | Patrickswell (Limerick)                   | Glenmore GAA (Kilkenny)                   | Kiltormer                                 | Dunloy GAA                                |
| 1991-92   | Cashel King Cormacs GAA (Tipperary)       | Birr GAA (Offaly)                         | Kiltormer                                 | Ruairí Óg GAC                             |
| 1992-93   | Kilmallock GAA (Limerick)                 | Buffer's Alley (Wexford)                  | Sarsfields                                | Ruairí Óg GACl                            |
| 1993-94   | Toomevara GAA (Tipperary)                 | St. Rynagh's GAA (Offaly)                 | Sarsfields                                | Ballycran GAA (Down)                      |
| 1994-95   | Kilmallock GAA (Limerick)                 | Birr GAA (Offaly)                         | Athenry GAA                               | Dunloy GAA                                |
| 1995-96   | Sixmilebridge GAA (Clare)                 | Glenmore GAA (Kilkenny)                   | Sarsfields                                | Dunloy GAA                                |
| 1996-97   | Wolfe Tones na Sionna GAA (Clare)         | Camross GAA (Laois)                       | Athenry GAA                               | Ruairí Óg GAC                             |
| 1997-98   | Clarecastle GAA (Clare)                   | Birr GAA (Offaly)                         | Sarsfields                                | Dunloy GAA                                |
| 1998-99   | St.Josephs Doora-Barefield GAA (Clare)    | Rathnure GAA (Wexford)                    | Athenry GAA                               | Ballygalget (Down)                        |
| 1999-2000 | St.Josephs Doora-Barefield GAA (Clare)    | Birr GAA (Offaly)                         | Athenry GAA                               | Ruairí Óg GAC                             |
| 2000-01   | Sixmilebridge GAA (Clare)                 | Graigue-Ballycallan GAA (Kilkenny)        | Athenry GAA                               | Dunloy GAA                                |
| 2001-02   | Ballygunner GAA (Waterford)               | Birr GAA (Offaly)                         | Clarinbridge                              | Dunloy GAA                                |
| 2002-03   | Mount Sion GAA (Waterford)                | Birr GAA (Offaly)                         | Athenry GAA                               | Dunloy GAA                                |
| 2003-04   | Newtownshandrum GAA (Cork)                | O'Loughlin Gaels GAA (Kilkenny)           | Portumna GAA                              | Dunloy GAA                                |
| 2004-05   | Toomevara GAA (Tipperary)                 | James Stephens GAA (Kilkenny)             | Athenry GAA                               | O'Donovan Rossa                           |
| 2005-06   | Newtownshandrum GAA (Cork)                | James Stephens GAA (Kilkenny)             | Portumna GAA                              | Ballygalget (Down)                        |
| 2006-07   | Toomevara GAA (Tipperary)                 | Ballyhale Shamrocks GAA (Kilkenny)        | Loughrea                                  | Ruairí Óg GAC                             |
| 2007-08   | Loughmore-Castleiney GAA (Tipperary)      | Birr GAA (Offaly)                         | Portumna GAA                              | Dunloy GAA                                |
| 2008-09   | De La Salle GAA (Waterford)               | Ballyhale Shamrocks GAA (Kilkenny)        | Portumna GAA                              | Ruairí Óg GAC                             |
| 2009-10   | Newtownshandrum GAA (Cork)                | Ballyhale Shamrocks GAA (Kilkenny)        | Portumna GAA                              | Dunloy GAA                                |
| 2010-2011 | De La Salle GAA (Waterford)               | O'Loughlin Gaels GAA (Kilkenny)           | Clarinbridge GAA                          | Loughgiel Shamrocks                       |
| 2011-2012 | Na Piarsaigh GAA (Limerick)               | Coolderry GAA (Offaly)                    | Gort GAA                                  | Loughgiel Shamrocks                       |
| 2012-2013 | Thurles Sarsfields GAA (Tipperary)        | Kilcormac-Killoughey GAA (Offaly)         | St. Thomas's GAA                          | Loughgiel Shamrocks                       |
| 2013-2014 | Na Piarsaigh GAA (Limerick)               | Mount Leinster Rangers GAA (Carlow)       | Portumna GAA                              | Loughgiel Shamrocks                       |
| 2014-2015 | Kilmallock GAA (Limerick)                 | Ballyhale Shamrocks GAA (Kilkenny)        | Gort GAA                                  | Portaferry GAC (Down)                     |
| 2015-2016 | Na Piarsaigh GAA (Limerick)               | Oulart the Ballagh GAA (Wexford)          | Sarsfields GAA                            | Ruairí Óg GAC                             |
| 2016-2017 | Ballyea GAA (Clare)                       | Cuala CLG (Dublin)                        | St. Thomas' GAA                           | Slaughtneil GAC (Derry)                   |
| 2017-2018 | Na Piarsaigh GAA (Limerick)               | Cuala CLG (Dublin)                        | Liam Mellows GAA                          | Slaughtneil GAC (Derry)                   |
| 2018-2019 | Ballygunner GAA (Waterford)               | Ballyhale Shamrocks GAA (Kilkenny)        | St. Thomas' GAA                           | Ruairí Óg GAC                             |
| 2019–20   | Borris-Ileigh GAA (Tipperary)             | Ballyhale Shamrocks GAA (Kilkenny)        | St. Thomas' GAA                           | Slaughtneil GAC (Derry)                   |
| 2020-21   | Annulé à cause de la pandémie de Covid-19 | Annulé à cause de la pandémie de Covid-19 | Annulé à cause de la pandémie de Covid-19 | Annulé à cause de la pandémie de Covid-19 |
| 2021–22   | Ballygunner GAA (Waterford)               | Ballyhale Shamrocks GAA (Kilkenny)        | St. Thomas' GAA                           | Slaughtneil GAC (Derry)                   |
| 2022–23   | Ballygunner GAA (Waterford)               | Ballyhale Shamrocks GAA (Kilkenny)        | St. Thomas' GAA                           | Dunloy GAA                                |
| 2023–24   | Ballygunner GAA (Waterford)               | O'Loughlin Gaels GAA (Kilkenny)           | St. Thomas's GAA                          | Ruairí Óg GAC                             |
| 2024–25   | Sarsfields GAA (Cork)                     | Na Fianna (Dublin)                        | Loughrea                                  | Slaughtneil GAC (Derry)                   |